# アンドロマケ (小惑星)
アンドロマケ（175 Andromache）は、小惑星帯に位置する大きく原始的な小惑星の一つ。
1877年10月1日にアメリカ合衆国の天文学者・ジェームズ・クレイグ・ワトソンにより発見され、トロイアの王子ヘクトールの妻アンドロマケーにちなんで命名された。